# Чемпионат Африки по хоккею на траве среди женщин 2009
Чемпионат Африки по хоккею на траве среди женщин 2009 — 5-й розыгрыш чемпионата по хоккею на траве среди женских команд. Турнир прошёл с 10 по 16 июля 2009 года в городе Аккра (Гана). В турнире приняло участие 4 сборных. Одновременно там же проводился и чемпионат среди мужских команд.
Чемпионами стала (в 4-й раз в своей истории) сборная ЮАР, победив в финале сборную Ганы со счётом 5:1. Бронзовым призёром стала сборная Нигерии, обыгравшая в матче за 3-е место сборную Египта со счётом 4:1.
Чемпионат также являлся квалификационным турниром для участия в чемпионате мира 2010. Прямую путёвку на чемпионат получала одна команда — победитель турнира; соответственно, её получила сборная ЮАР.

## Результаты игр
Время начала матчей указано по UTC±00:00

### Групповой этап
| Команда | И | В | Н | П | ГЗ | ГП | +/- | Очки |
| ------- | - | - | - | - | -- | -- | --- | ---- |
| ЮАР     | 3 | 3 | 0 | 0 | 19 | 0  | +19 | 9    |
| Гана    | 3 | 2 | 0 | 1 | 7  | 6  | +1  | 4    |
| Нигерия | 3 | 1 | 0 | 2 | 2  | 7  | −5  | 3    |
| Египет  | 3 | 0 | 0 | 3 | 0  | 15 | −15 | 0    |

     Проходят в финал
     Проходят в матч за 3-4 место

### Плей-офф

#### Матч за 3-е место
| 14 июля 2009 | \| Нигерия \| 4 – 1 \| Египет \| | .      |
| Нигерия      | 4 – 1                            | Египет |

#### Финал
| 15 июля 2009 | \| ЮАР \| 5 – 1 \| Гана \| | .    |
| ЮАР          | 5 – 1                      | Гана |

## Итоговая таблица
| Место | Сборная |
| ----- | ------- |
| 1     | ЮАР     |
| 2     | Гана    |
| 3     | Нигерия |
| 4     | Египет  |